# Sekačka

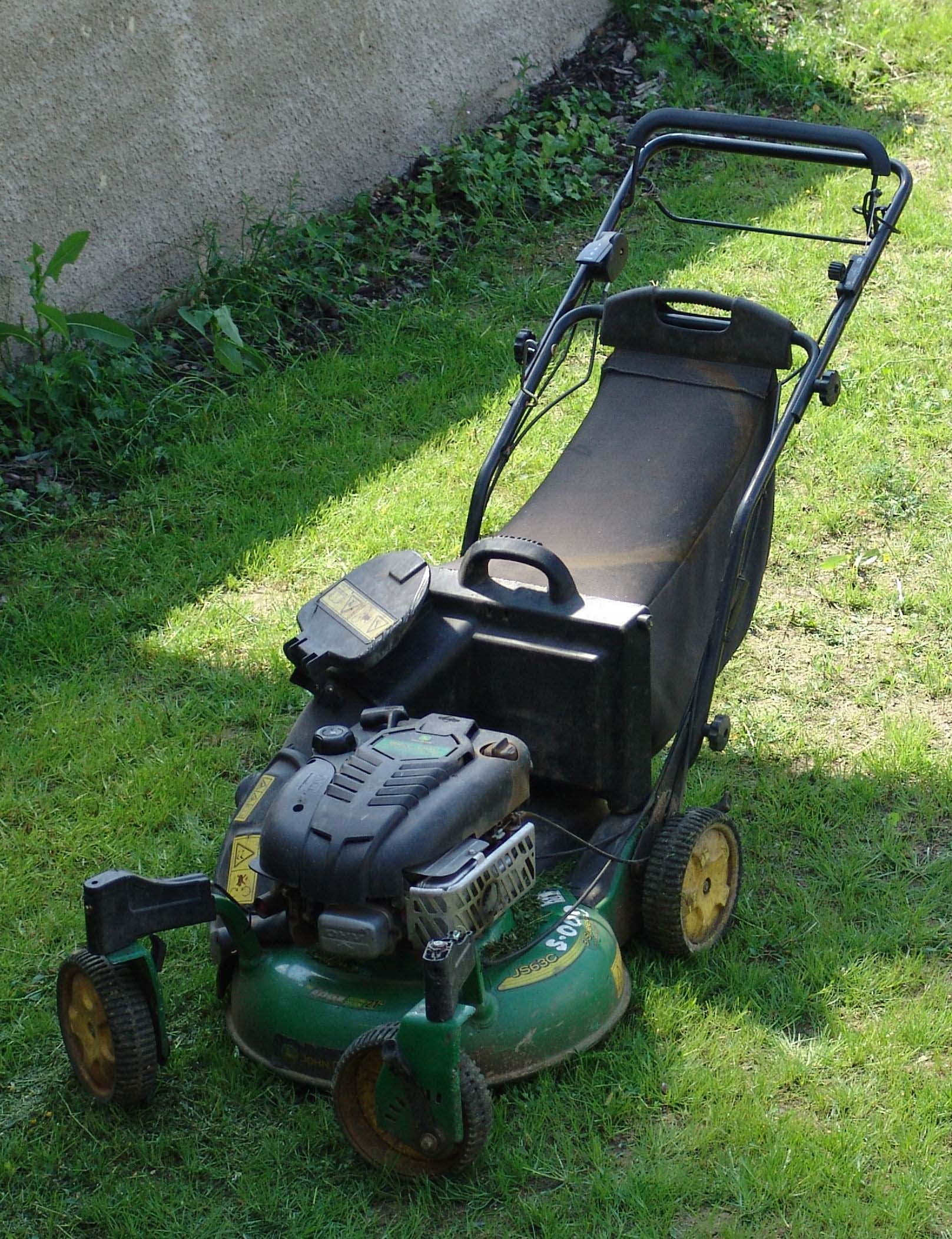
Zahradní sekačka na trávu s čtyřtaktním spalovacím motorem

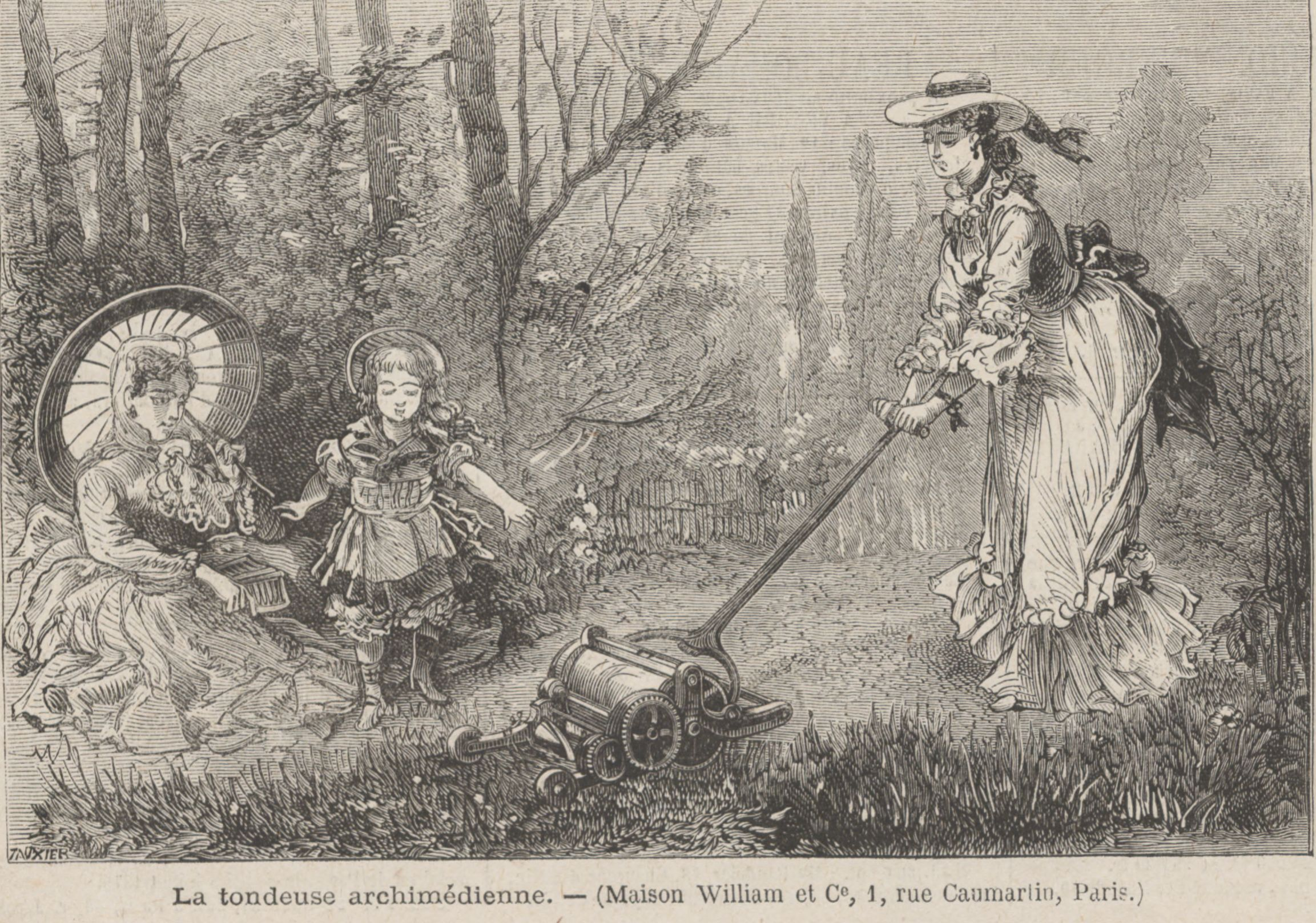
Tzv. archimédská sekačka na trávu, 1875

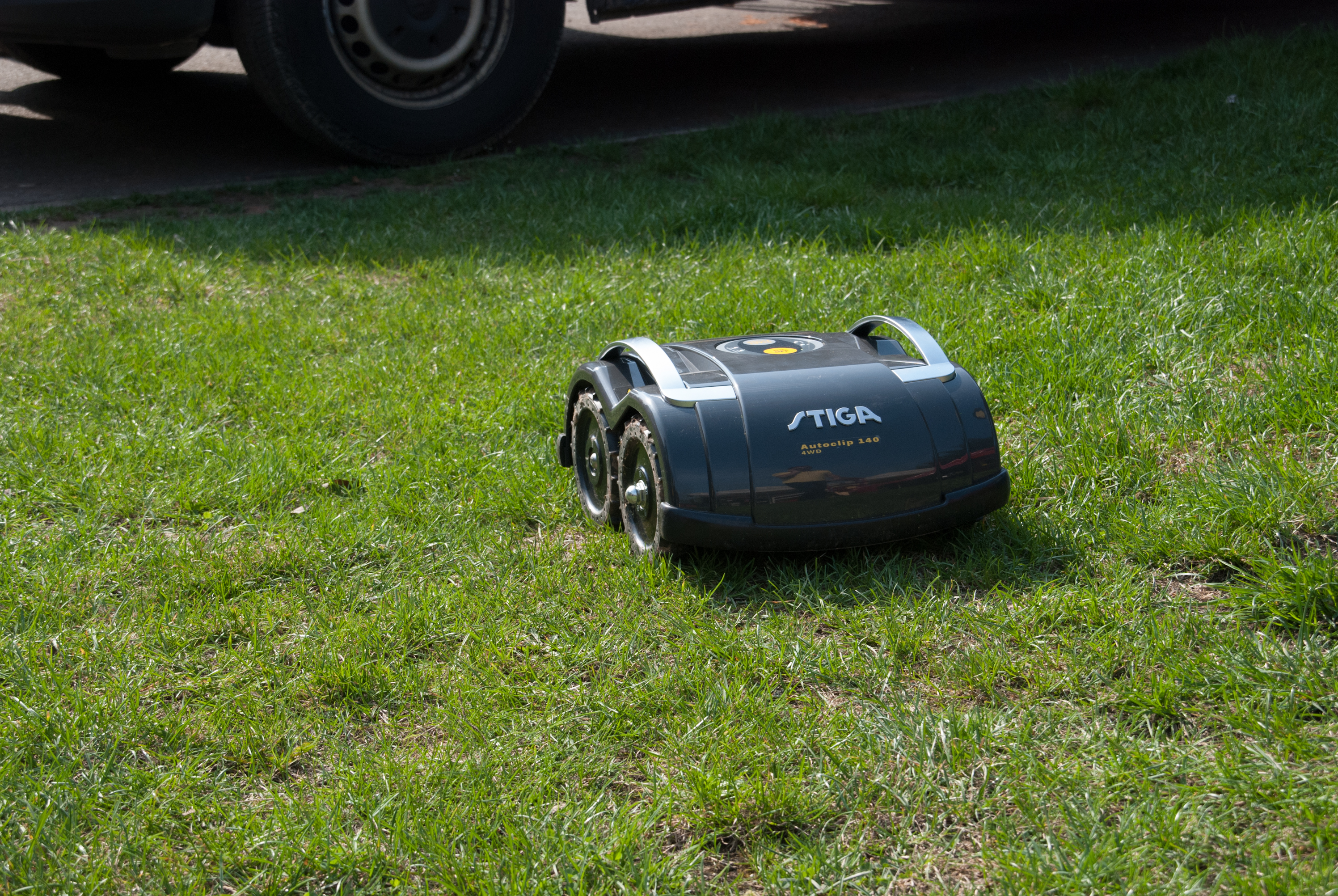
Robotická sekačka Stiga AutoClip 140

Sekačka neboli žací stroj, je specializované zemědělské či zahradnické zařízení, které pomocí jednoho nebo více pracovních nástrojů (obvykle se jedná o nože) zarovnává travnatý nebo obilní (ale i jiný různorodý rostlinný) povrch do jednotné výšky a také sklízí trávu (senoseč) nebo obilí (žně). Moderní sekačky bývají poháněny motorem a liší se zejména výkonem, konstrukcí a způsobem ovládání. Starší sekačky bývaly poháněny buďto manuální silou, nebo silou zvířete či pomocí traktoru.
Lištové sekačky jsou také integrální součástí jiných větších zemědělských strojů (resp. soustrojí) používaných při sklizni obilí jako je obilní kombajn či samovazný stroj (samovaz).
Mohutnější, dražší a výkonnější sekačky, které se používají na větší plochy (tzv. traktůrky), operátor pohodlněji ovládá obvykle s možností posezu v kabině.

## Historie
Jako první vznikly válcové sekačky (= vřetenové sekačky).
První sekačku na trávu vynašel Angličan Edwin Budding v roce 1827. Sekačka byla primárně určena na sekání trávy na sportovních plochách a velkých zahradách jako lepší alternativa klasické kosy. Vynález dostal britský patent v srpnu 1830. Tyto stroje napomohly přípravě sportovních oválů v moderním stylu, travnatých kurtů atd., co zpětně vedlo ke kodifikaci moderních pravidel pro mnoho sportů, včetně fotbalových pravidel, tenisu na trávníku a podobně.
Rotace pracovního válce (nožového vřetene) byla odvozena od pojezdového válce, který zároveň válcoval posekanou plochu nebo u menších (ručních) sekaček od postranních pojezdových kol.
Pro potřeby zemědělství byly později vyvinuty lištové sekačky tažené koňmi. Pohon lišty byl odvozen od pojezdového kola

## Rozdělení sekaček

### Podle účelu
- Travní sekačky
- Obilní sekačky
- Křovinořezy

### Podle chodu pracovního nástroje
- rotační – činná část stroje se otáčí
  - s vodorovnou osou
    - válcové (vřetenové)
    - řetězové

  - se svislou osou
    - nožové
      - s pevnými noži (nebo s kotoučem) – motorové kosy, křovinořezy
      - s kyvnými noži – zejména bubnové sekačky

    - strunové

- Vřetenové - na principu stříhání trávy noži

- lištové - materiál je zde stříhán mezi zuby pevné (spodní) a pohyblivé (horní) lišty.
 Lištové ústrojí bývá nejčastěji součástí sklízecích strojů:
  - lištová sekačka pro sklizeň travních porostů – má menší ztráty (prosek), ale menší výkon než bubnová sekačka
  - samovazný stroj (samovaz)
  - obilní kombajn (sklízecí mlátička)

### Podle způsobu pohonu
- s vlastním motorem
  - spalovací motor (nejčastěji zážehový)
  - elektromotor
- sekačka poháněná cizím pohonem
  - manuální lidskou silou
  - silou zvířete (kůň, skot)
  - silou poháněcího stroje (obvykle spalovací motor vznětový)
  - traktorem (jako přídavné nářadí traktoru(od vývodového hřídele))

### Podle způsobu obsluhy
- nesené (někdy zvané křovinořezy či vyžínače)
- ruční na vzduchovém polštáři
- tlačená či s pojezdem (obsluha sekačku vede)
- pojezdová resp. rider (obsluha na sekačce sedí)
- malotraktor, traktor (sekačka je nástrojem víceúčelového samochodného stroje)
- dálkově řízené (prostřednictvím dálkového ovládání)